# Doodia

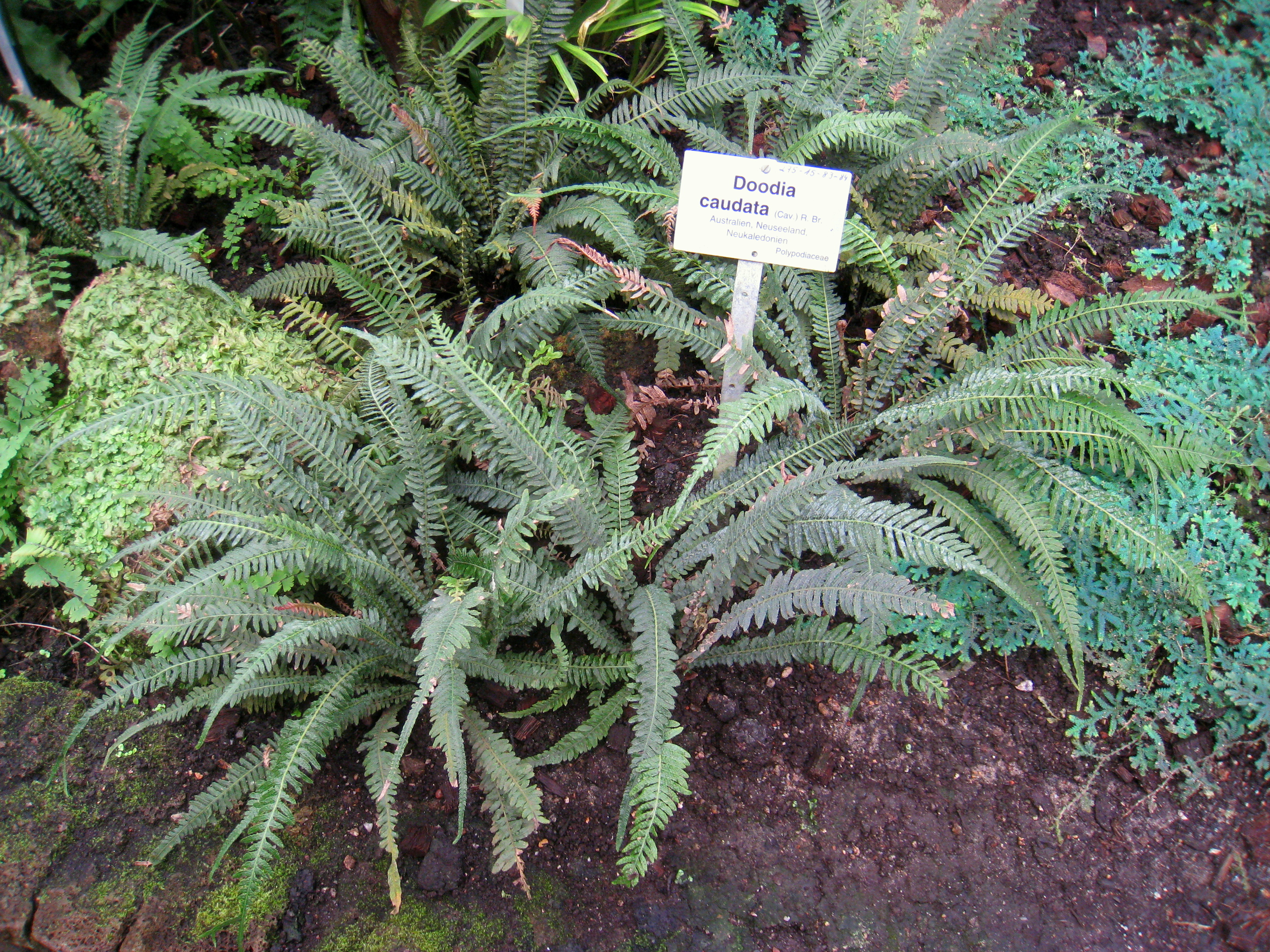
Doodia caudata.

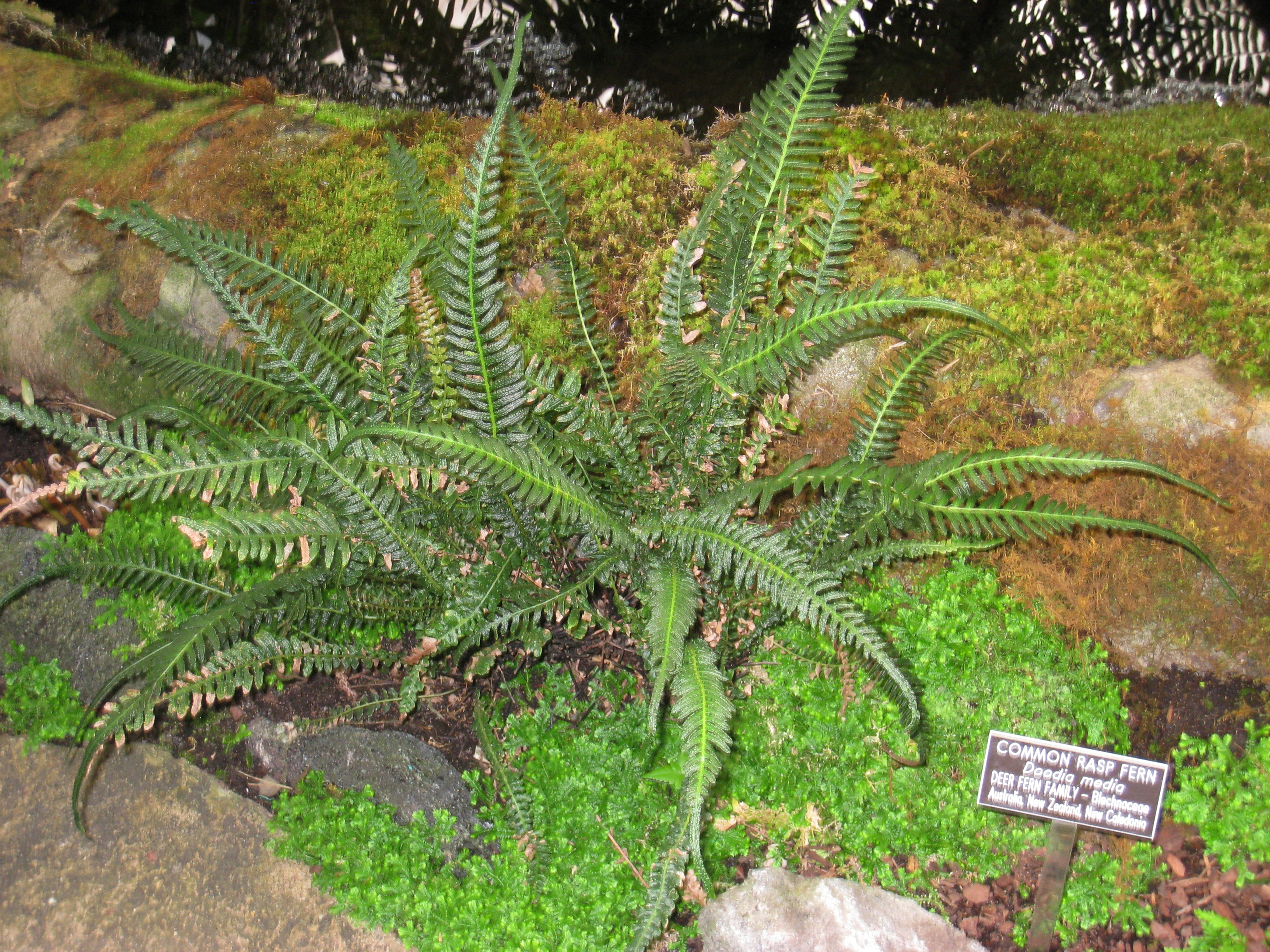
Doodia media (Washington, DC.).

Doodia R.Br. 1810 é um género de fetos pertencentes à família das Blechnaceae, taxon incluído no clade Eupolypods II da ordem Polypodiales da classe Polypodiopsida.
O nome genérico homenageia Samuel Doody (1656-1706), um botânico britânico. A distribuição natural do género inclui partes da Austrália e da Nova Zelândia.
Estudos de filogenética demonstraram que o género Doodia embebido no género parafilético Blechnum Christenhusz et al., 2011, razão pela qual em diversos sistemas de classificação as espécies incluídas no género Doodia são consideradas como parte do género Blechnum.

## Espécies
- Doodia aspera R.Br. 1810 = Blechnum neohollandicum Christenh. 2011
- Doodia aspera var heterophylla Bailey 1881 = Blechnum doodianum Christenh. 2011

- Doodia caudata (Cav.) R.Br. 1810 = Blechnum spinulosum Poir. 1811
- Doodia dissecta Parris 1998 = Blechnum dissectum (Parris) Christenh. 2011
- Doodia dives Kunze 1848 = Blechnum dives (Kunze) Christenh. 2011
- Doodia gracilis Copeland 1929 = Blechnum austrocaledonicum Christenh. 2011
- Doodia hindii Tindale ex Chambers 2008 = Blechnum hindii (Tindale ex T.C.Chambers) Christenh. 2011
- Doodia kunthiana Gaudich. 1829 = Blechnum hawaiianum Christenh. 2011

- Doodia linearis C. Moore ex J. Sm. 1866 = Blechnum lineare (J.Sm.) Christenh. 2011
- Doodia lyonii Degen. 1934 = Blechnum lyonii (Degen.) Christenh. 2011
- Doodia marquesensis E.Brown 1931 = Blechnum marquesensis (E.Brown) Christenh. 2011
- Doodia maxima J.Sm. ex C.Chr. 1906 = Blechnum maximum (J.Sm. ex C.Chr.) Christenh. 2011
- Doodia media R.Br. 1810 = Blechnum medium (R.Br.) Christenh. 2011
- Doodia media subsp. australis Parris 1972 = Blechnum parrisii Christenh. 2011

- Doodia milnei Carruth. 1873 = Blechnum milnei (Carruth.) C.Chr. 1905
- Doodia mollis Parris 1980 = Blechnum molle (Parris) Christenh. 2011
- Doodia paschalis C.Chr. 1920 = Blechnum paschale (C.Chr.) Christenh. 2011
- Doodia rupestris Kaulf. ex Link 1833 = Blechnum rupestre (Kaulf. ex Link) Christenh. 2011
- Doodia scaberula Parris 1978 = Blechnum papuanum Christenh. 2011
- Doodia squarrosa Colenso 1881 = Blechnum zeelandicum Christenh. 2011

## Ligações exeternas
- «Doodia aspera» (em inglês)
- «Fotografias de Doodia» (em inglês)